# Departamento de Atamisqui
Departamento de Atamisqui är en kommun i Argentina.   Den ligger i provinsen Santiago del Estero, i den norra delen av landet, 900 km nordväst om huvudstaden Buenos Aires.
Trakten runt Departamento de Atamisqui består i huvudsak av gräsmarker. Runt Departamento de Atamisqui är det mycket glesbefolkat, med 4 invånare per kvadratkilometer.